# Rey Arturo (Marvel Comics)
Rey Arturo es un personaje ficticio que aparece en los cómics estadounidenses publicados por Marvel Comics. Está basado sobre el Rey Arturo de la leyenda de Arturo.

## Biografía del personaje ficticio

### Leyenda artúrica
Arturo Pendragon es el hijo del rey Úter y de Igraine. El mago Merlín hizo criar a Arturo con el caballero Sir Ector y su hijo Kay. Cuando Uther murió de una enfermedad sin poder ver a su hijo, Merlín realizó un concurso en Londres, donde quien saque a Excalibur de la piedra se convertirá en el nuevo rey. Cuando Arturo encontró la espada en la piedra mientras recuperaba la espada de Kay que había sido recientemente caballero, se la mostró a Kay, donde Sir Ector alertó a los que participaban en el combate para ver si Arturo fue quien la sacó de la piedra. Cuando todos los demás fallaron y Arturo sacó la espada de la piedra, Arturo se convirtió automáticamente en el próximo rey y se reunió con su madre. En sus difíciles comienzos como gobernante de Camelot, el Rey Arturo tuvo que unir a los reyes de Gran Bretaña para combatir a los sajones. Incluso ganó a Merlín como su mítico consejero y protector. Después de que sin saberlo, sedujo a Morgause, tuvo la visión de que su hijo no nacido se levantaría y lo destruiría. Esto terminó dando como resultado el nacimiento de  Mordred, mientras Merlín trabajaba para preparar al Rey Arturo para el día en que sucediera esta profecía. Después de una pelea con los romanos, la media hermana del Rey Arturo, Morgan le Fay, se convirtió en uno de los enemigos más feroces del Rey Arturo, Merlín y todo Camelot. Cuando se trataba de la Batalla de Camlann, El Rey Arturo y Mordred se enfrentaron entre sí, donde ambos resultaron gravemente heridos. En su último suspiro, el rey Arturo le ordenó a Sir Bedivere que lanzara a Excalibur al lago Benoye. Al principio se mostró reacio, Sir Bedivere lo arrojó hacia el lago donde fue capturado por la mano de la Dama del Lago. Después de una noche, nueve mujeres vestidas como reinas vinieron y cargaron el cuerpo del Rey Arturo en una barcaza y lo remaron a través del lago mientras Merlín les mostraba el camino hacia Ávalon.

### Otros cuentos
Mientras el Rey Arturo humillaba a Merlín, Sir Mogard se puso celoso de que al Rey Arturo le gustara Merlín. Cuando Sir Mogard llamó fraude a Merlín, se sintió humillado cuando Merlín animó una armadura como su Caballero Negro.
El Rey Arturo concedió refugio a Sir Percy cuando sus tierras en Scandia fueron tomadas por el Barón de Emscore. Estaba presente cuando Merlín le dio a Sir Percy la armadura donde se convirtió en el Caballero Negro. Sir Percy ayudó al Rey Arturo en sus luchas contra los secuaces secretos de Mordred y un ejército de vikingos. El Rey Arturo vio el partido de justa entre Sir Percy y Mordred que terminó con Sir Percy ganando. Sir Percy más tarde ayudó al Rey Arturo en la batalla de Camlaan.
El depuesto emperador romano Tyrannus buscó formar un ejército y apoderarse de Inglaterra. Cuando Sir Percy lo derrotó, el Rey Arturo y Merlín lo desterraron a Subterránea.

### Encuentros con viajeros del tiempo
Kang el Conquistador viajó a la época del Rey Arturo en su plan para apoderarse de Camelot. Después de derrotar al falso Merlín, luchó contra el Rey Arturo y sus caballeros en un solo combate donde logró derrotarlos con su lanza. Al enterarse de la trama de Kang el Conquistador, Uatu el Vigilante alertó a la Antorcha Humana y la Mole, donde retrocedieron en el tiempo y expulsaron a Kang el Conquistador.
Cuando un grupo de Makluans invadió Camelot, Sir Percy convocó a Excalibur (formado por Dane Whitman, Dazzler, Juggernaut, Nocturna, Pete Wisdom y Sage) ayudó en la lucha contra los Makluans y luego acompañó a Merlín a Camelot para advertir al Rey Arturo sobre la amenaza de Makluan. Sage pudo hacer que Merlín conjurara una hierba de Formosa que dejó inconscientes a los Makluanos. Después, Excalibur fue devuelto a su propio tiempo.
Mientras viajan a través del bosque cerca de Camelot, el Rey Arturo, Merlín y los caballeros se encuentran con los Thunderbolts que viajan en el tiempo (que consisten en Boomerang, Centurius, Fixer, Mister Hyde, Moonstone, Satana y Troll). Cuando el Rey Arturo les pregunta cómo llegó su torre a su reino, Satana afirmó que un acto de hechicería mantiene a su torre alejada de su verdadero hogar. Merlín notó que uno de ellos tenía la Hoja de ébano en su poder cuando el Rey Arturo exige que la entreguen y dejen a Camelot de inmediato. Una pelea comenzó cuando Mister Hyde asaltó a Sir Galahad y Moonstone usó un árbol para derribar a algunos caballeros. Merlín derrotó a los Thunderbolts con su magia ya que el Rey Arturo tiene a los Thunderbolts entregados a la mazmorra. Después de que el Rey Arturo vence a los monstruos en la mazmorra y Merlín envía a los Thunderbolts y su torre a su propio tiempo, el Rey Arturo agradece a Merlín y afirma que Camelot siempre estará al lado de un gran mago como Merlín.
Durante su último año, el Rey Arturo y sus caballeros se encuentran con un Iron Man y un Doctor Doom que viajan en el tiempo. Cuando el Rey Arturo escuchó sus historias y deliberó sobre cómo tratar con ellas, el Doctor Doom escapó a la noche y se alió con Morgan le Fay. Cuando el Rey Arturo le habló de Morgan le Fay, Iron Man se unió a él cuando Morgan le Fay usó un fragmento de Excalibur para formar un ejército de guerreros que fue asesinado por Excalibur, que el Doctor Doom llevó a la batalla contra el Rey Arturo, Iron Man y los caballeros. Después de que Iron Man se enfrentara a Morgan le Fay y la obligara a retirar el hechizo lo suficiente como para que los guerreros restantes cayeran muertos, el Rey Arturo observó cómo el Doctor Doom se iba volando. Iron Man y el Doctor Doom volvieron más tarde al presente.

### Legado
Después de que el cuerpo del Rey Arturo fue enterrado en Ávalon, las fuerzas oscuras lo robaron y se escondieron en un lugar. Sin embargo, no pudieron contener su espíritu. El Capitán Britania más tarde fue atacado por las mismas fuerzas oscuras donde fue asistido por el fantasma del Rey Arturo que lo llevó a donde está su cuerpo.
Más tarde, Merlín reclutó al Caballero Negro, Capitán Britania y Jackdaw para superar a los Vigilantes en el lugar de descanso del Rey Arturo para que pueda ayudar en la lucha contra las fuerzas de Necromon. Una vez hecho esto, el esqueleto del Rey Arturo pronto se cubrió de carne cuando regresa a la vida. El Caballero Negro le promete lealtad al Rey Arturo mientras le entrega Excalibur. El Rey Arturo pudo devolver al Capitán Gran Bretaña y Jackdaw a su hogar mientras se prepara para ayudar a Camelot a luchar contra las fuerzas de la oscuridad. Los dos llegaron a Camelot, donde vieron a las fuerzas de Camelot luchar contra las fuerzas de Necromon. El Rey Arturo usó a Excalibur para destruir el arma de Necromon mientras sus caballeros ayudan a derrotar a Necromon. Antes de morir, Necromon arrancó el maletero y lo tiró al puente que mantenía a Camelot en Otro Mundo. Con Camelot perdido, el Rey Arturo se reunió con Merlín cuando Vortigern, de los Caminantes orgullosos, le propuso al Rey Arturo usar sus tierras para reconstruir Camelot. El Rey Arturo aceptó. Cuando el Rey Arturo le pidió al Caballero Negro que fuera un príncipe en su nuevo reino, Caballero Negro se negó diciendo que debía regresar a la Tierra.
Durante la historia de la "Guerra del Caos", Amatsu-Mikaboshi condujo a su ejército de dioses alienígenas a invadir el Otro Mundo, donde lucharon contra el Rey Arturo, sus caballeros y cada uno de sus aliados.
Después de que el Señor Rojo quedó atrapado en el dios Manchester, el Rey Arturo y sus caballeros celebraron esta ocasión. Finalmente, el rey Arturo y sus caballeros lamentaron no haber hecho nada contra los dioses de Manchester. Cuando los Dioses de Manchester tomaron más de Avalon, el Maestro Wilson mantuvo una conversación con el Rey Arturo, Merlín, Dagda, la Dama del Lago y el Capitán Gran Bretaña, donde la alianza no encontró ningún compromiso entre ambos lados cuando comienza la guerra. El Rey Arturo llamó a todos a las armas cuando Loki se acercó a la Dama del Lago para tener la oportunidad de ver el Santo Grial. Ella lo rechazó. En la lucha contra los dioses de Manchester, el Rey Arturo y su ejército pudieron hacerles retroceder. Mientras las fuerzas del Rey Arturo están en el Muro de Adriano luchando para contener a los Dioses de Manchester, Merlín cree que el muro no durará mucho más. De repente, los dioses de Manchester se retiran. Loki y su hija Leah aparecieron y revelaron que hicieron estallar uno de sus edificios, del cual sacaron su poder del Plan B, ya que el Plan A implicaría la liberación del Señor Rojo. Cuando el Rey Arturo se encuentra en la Mesa Redonda con Merlín, la Dama del Lago, Dagda y el Capitán Gran Bretaña, Herne el Cazador llegó diciéndoles que los Dioses de Manchester rompieron la pared después de que sus edificios que conectaban el Otro Mundo con Gran Bretaña fueran destruidos. El emisario de los dioses de Manchester, Engel, apareció queriendo formar un tratado de paz. Finalmente, el Rey Arturo firmó un tratado de paz con el Maestro Wilson que convirtió a Otro Mundo en un dominio más democrático. El tratado permitió al Rey Arturo seguir siendo el rey de sus dominios y obtener representación en el futuro parlamento de Otro Mundo.

## Poderes y habilidades
El Rey Arturo es un experto espadachín, táctico militar y soldado.
En la batalla, el Rey Arturo empuñó la indestructible espada Excalibur, donde su vaina no hará que su portador pierda sangre, independientemente de las heridas que reciban en la batalla.
El Rey Arturo también posee algunos poderes mágicos como proteger a otros de la magia, abrir portales dimensionales, realizar la resurrección en cualquier persona bajo cualquier circunstancia.

## En otros medios
- Rey Arturo aparece en Lego Marvel Super Heroes 2, con la voz de Kerry Shale.[19] En una misión adicional narrada por Gwenpool, el Rey Arturo quiere verse más real y planea matar a un dragón. Para encontrar uno, él y Merlín viajan al sótano del castillo Garret solo para luchar contra Morgan le Fay y Kree Sentry-459. El Rey Arturo puede ser desbloqueado al ayudarlo a luchar contra varios grupos de enemigos que están vestidos como dragones.
- La versión del Rey Arturo del Universo Cinematográfico de Marvel es mencionada como un viejo amigo de los Eternos, particularmente de Thena, que una vez fue su amante.